# Catedral de São José (Abu Dhabi)
A Catedral de São José  é a sede do Vigário Apostólico do Sul da Arábia e é uma das cinco igrejas católicas do Emirado de Abu Dhabi   além da Igreja de São Paulo em Musaffah, Igreja de Santa Maria em Al Ain, Igreja de São Francisco na Casa da Família Abraâmica na Ilha Saadiyat e Igreja de São João Batista em Ruais.  A primeira igreja foi construída em 1962 na atual Corniche, em um terreno doado pelo Xeque Shakhbut, governante de Abu Dhabi.
As missas são realizadas em vários idiomas, refletindo a população de expatriados no país, principalmente inglês, mas também árabe, alemão, tagalo, espanhol, malaiala, italiano, cingalês, urdu, concani, tâmil e francês. 

## História
A fundação da Catedral de São José foi lançada em 1962. Em outubro de 1963, começaram os trabalhos da Primeira Igreja em Abu Dhabi, e a pedra fundamental foi abençoada em fevereiro de 1964, num terreno ao longo da atual Corniche, doado por Shakhbut bin Sultan Al Nahyan, o governante de Abu Dhabi naquela época. Pe. Barnabas Madii assumiu a tarefa de construir a Igreja e uma residência para os sacerdotes e, em 19 de fevereiro de 1965, foi inaugurada a primeira igreja. Uma escola foi inaugurada no mesmo terreno em 1967 e se chamava St Joseph's School.
Em 19 de março de 1981, foram lançados os alicerces da atual igreja, na sequência da decisão do governante de que a Igreja e as escolas associadas fossem transferidas para um local diferente. A inauguração do novo complexo ocorreu em 25 de fevereiro de 1983, na presença do Xeque Shakhbut. Em 25 de fevereiro de 1983, a Igreja tornou-se uma catedral servindo como sede do Vigário Apostólico do Sul da Arábia, com o falecido Giovanni Bernardo Gremoli como bispo residente.
Em 30 de janeiro de 2005, após a aposentadoria de Gremoli, Paul Hinder foi ordenado bispo. 
A paróquia hoje tem mais de 100.000 católicos expatriados de todo o mundo. Com o crescimento da economia na região, a Igreja também testemunhou um aumento constante no número de fiéis. As missas são celebradas em vários idiomas diferentes, e a igreja geralmente fica lotada na maioria dos cultos.
A Casa do Bispo e a Escola São José estão localizadas no mesmo complexo e recentemente passaram por algumas reformas. 
Uma parte significativa do complexo paroquial foi demolida no início de 2013 para dar lugar à construção de novos salões /salas catequéticas / escritórios / residências para padres e funcionários. Hoje esta parte recém-construída é conhecida como Igreja Santa Teresinha do Menino Jesus. 
Em 2 de julho de 2022, Mons. Paolo Martinelli foi canonicamente empossado como Vigário do Sul da Arábia na catedral, como sucessor de Mons. Paul Hinder. 

## Visita papal
Em 5 de fevereiro de 2019,  o Papa Francisco fez uma visita privada à catedral. Dirigiu-se  às pessoas convocadas para visitá-lo, constituídas principalmente por necessitados, pessoas decididas e coroinhas. Entrou na igreja com o Vigário do Sul da Arábia, Paul Hinder. 

## Clero

### Párocos atuais e passados
| Nome | Nome                              | Início do mandato | Fim do prazo | Imagem |
| ---- | --------------------------------- | ----------------- | ------------ | ------ |
| 1    | Barnabas Maddii, OFM Cap.         | 1965              | 1969         |        |
| 2    | Attilio Franceschetti, OFM Cap.   | 1969              | 1976         |        |
| 3    | Daniele Cerofolini, OFM Cap.      | 1976              | 1982         |        |
| 4    | Eusebius Daveri, OFM Cap.         | 1982              | 1989         |        |
| 5    | Eugine Mattioli, OFM Cap.         | 1989              | 2006         |        |
| 6    | Savarimuthu Anthonysamy, OFM Cap. | 2006              | 2015         |        |
| 7    | Johnson Kadukanmakal, OFM Cap.    | 2015              | 2021         |        |
| 8    | Chito Bunda Bartolo, OFM Cap.     | 2021              | Titular      |        |